# Neurolyga degenerans
Neurolyga degenerans är en tvåvingeart som först beskrevs av Boris Mamaev och Werner Mohrig 1975.  Neurolyga degenerans ingår i släktet Neurolyga och familjen gallmyggor.
Artens utbredningsområde är Tyskland. Inga underarter finns listade i Catalogue of Life.